# Boris Hurtel
Boris Hurtel est un auteur et éditeur français de bande dessinée alternative. Il est né à Toulouse le 27 mars 1972.

## Biographie

### Formation
Après des études de philosophie à l'Université Toulouse-Jean-Jaurès, au terme desquelles il rédige son mémoire, La logique des climats, sous la direction de Louis Sala-Molins, il ambitionne de devenir cinéaste et se lance dans la réalisation de plusieurs courts-métrages. Après quoi, à la fin des années 90, il se consacre à la bande dessinée.

### Carrière
En 2001, il fonde l'association Une autre image, maison d'édition consacrée à la bande dessinée expérimentale et alternative. Il y édite une revue collaborative, Dérive Urbaine, dont le n°6 obtient le Prix de la bande dessinée alternative en 2015 au 42e festival d'Angoulême,.  
En 2016, Boris Hurtel sort Contes Névrotiques, recueil de petites histoires tragi-comiques parues dans les revues Turkey Comix, DMPP Comix et Dérive Urbaine entre 2008 et 2014. 
Puis il réalise les illustrations de la nouvelle de Xavier Boissel, Debout parmi les ruines, parue en 2012 chez Une Autre Image, un récit sur fond de guerre de l'ex-Yougoslavie. Cette nouvelle sert à l'auteur de base pour l'écriture de son roman, Autopsie des ombres, sorti l'année suivante chez Inculte.
Il poursuit sa collaboration avec la maison d'édition associative The Hoochie Coochie, qui publie son premier roman graphique, Prisonnier des amazones, puis sa suite, L'avenir est ailleurs, respectivement en 2013 et 2019,,. 
En 2018, il a dirigé et publié l'ouvrage collectif Francette, chez Une Autre Image, qui illustre, à travers plusieurs fictions, les vies possibles d'une anonyme basées sur des documents trouvés dans la rue,.
Jusqu'au 30 aout 2020, il expose au musée d'art et d'histoire Paul Eluard et à la Médiathèque à Saint-Denis, où il est accueilli en résidence. 

## Œuvres

### Auteur
- Prisonnier des amazones, The Hoochie Coochie, 2013.  (ISBN 978-2-916049-37-3)
- L'avenir est ailleurs, The Hoochie Coochie, 2018.  (ISBN 978-2-916049-77-9)

### Auteur / éditeur
- Debout parmi les ruines (illustration), textes de Xavier Boissel, Une Autre Image, 2012  (ISBN 978-2-9521813-6-5) (BNF 42737795)
- Contes Névrotiques, Une Autre Image, 2016.  (ISBN 978-2-9545654-2-2) (BNF 45551360)
- Francette, collectif, dir. Boris Hurtel, Une Autre Image, 2018.  (ISBN 978-2-9545654-3-9) (BNF 45584630)